# Sergej Bubka
Sergej Nazarovytj Bubka (ukrainska: Сергі́й Наза́рович Бу́бка, ryska: Серге́й Наза́рович Бу́бка, Sergej Nazarovitj Bubka), född den 4 december 1963 i Luhansk, Ukrainska SSR, Sovjetunionen, är en ukrainsk (tidigare sovjetisk) före detta stavhoppare. Bubka vann sex raka VM-guld och 35 världsrekord. Han hade världsrekordet inomhus från 1984 till 2014 och han var världsrekordhållare utomhus fram tills Renaud Lavillenie slog det den 15 februari 2014.

## Karriär
Bubka vann 6 raka VM-guld i stavhopp åren 1983–1997. Han satte hela 35 världsrekord (17 utomhus och 18 inomhus), genom att vid olika tävlingstillfällen oftast höja ribban 1 centimeter över sitt eget rekord. Den 13 juli 1985 blev han den förste som klarade drömgränsen 6,00 meter, och 1988 vann han OS-guld i Seoul. 
Han hade börjat räknas ut vid VM 1997 i Aten, men hoppade då 6,01 m med god marginal och vann sitt sista VM-guld. Under VM 2005 i Helsingfors var det Bubka som genomdrev att stavhoppstävlingen kunde genomföras, trots att en finländsk hoppare landat så kraftigt på ribban att upphängningsanordningen knäcktes.
Bubka har utomhus 13 gånger hoppat 6,05 m eller högre, Inomhus har han 11 gånger hoppat 6,03 m eller högre. Ingen annan har hoppat över dessa höjder, utom Steven Hooker, Renaud Lavillenie och nuvarande världsrekordinnehavaren Armand Duplantis. 
År 2008 valdes Bubka in som medlem i IOK.

## Världsrekord
Sergej Bubka innehade världsrekordet utomhus på 6,14 meter (satt 31 juli 1994 i Sestriere) fram tills att detta slogs 2020 av Armand Duplantis, när han hoppade 6,15 utomhus i Rom. Duplantis har senare förbättrat sitt eget världsrekord flera gånger. Bubka hade även världsrekordet inomhus på 6,15 meter under 21 års tid, från 21 februari 1993 till 15 februari 2014 då det slogs av fransmannen Renaud Lavillenie. Armand Duplantis har senare även slagit Lavillenies rekord, vilket flyttade ner Bubka till tredje plats i alla tiders historik.

### Bubkas världsrekordshöjningar
| Höjd (m) | Datum             | Stad       |
| -------- | ----------------- | ---------- |
| 5,85     | 26 maj 1984       | Bratislava |
| 5,88     | 2 juni 1984       | Paris      |
| 5,90     | 13 juli 1984      | London     |
| 5,94     | 31 augusti 1984   | Rom        |
| 6,00     | 13 juni 1985      | Paris      |
| 6,01     | 8 juni 1986       | Moskva     |
| 6,03     | 23 juni 1987      | Prag       |
| 6,05     | 9 juni 1988       | Bratislava |
| 6,06     | 10 juli 1988      | Nice       |
| 6,07     | 6 maj 1991        | Shizuoka   |
| 6,08     | 9 juni 1991       | Moskva     |
| 6,09     | 8 juli 1991       | Formia     |
| 6,10     | 5 augusti 1991    | Malmö      |
| 6,11     | 13 juni 1992      | Dijon      |
| 6,12     | 30 augusti 1992   | Padua      |
| 6,13     | 19 september 1992 | Tokyo      |
| 6,14     | 31 juli 1994      | Sestriere  |

| Höjd (m) | Datum            | Stad          |
| -------- | ---------------- | ------------- |
| 5,81     | 15 januari 1984  | Vilnius       |
| 5,82     | 1 februari 1984  | Milano        |
| 5,83     | 10 februari 1984 | Inglewood     |
| 5,87     | 15 januari 1986  | Osaka         |
| 5,92     | 8 februari 1986  | Moskva        |
| 5,94     | 21 februari 1986 | Inglewood     |
| 5,95     | 28 februari 1986 | New York      |
| 5,96     | 15 januari 1987  | Osaka         |
| 5,97     | 17 mars 1987     | Turin         |
| 6,03     | 11 februari 1989 | Osaka         |
| 6,05     | 17 mars 1990     | Donetsk       |
| 6,08     | 9 februari 1991  | Volgograd     |
| 6,10     | 15 mars 1991     | San Sebastián |
| 6,11     | 19 mars 1991     | Donetsk       |
| 6,12     | 23 februari 1991 | Grenoble      |
| 6,13     | 22 februari 1992 | Berlin        |
| 6,14     | 13 februari 1993 | Liévin        |
| 6,15     | 21 februari 1993 | Donetsk       |